# Last Night of Mortality
Last Night of Mortality to pierwszy studyjny album brazylijskiego zespołu death metalowego Semblant. Został wydany 22 maja 2010 roku przez Free Mind Records w Portugalii. Był to pierwszy i ostatni album nagrany z wokalistką Katia Shakath, która opuściła zespół tuż po wydaniu płyty.

## Lista utworów
1. "Last Night of Mortality" (2:05)
2. "Nightmare World" (6:08)
3. "Black Babylon" (3:37)
4. "Evilbringer" (5:08)
5. "Forever Failure" (3:54)
6. "Sleepless" (4:53)
7. "Legacy of Blood" (6:23)
8. "The Neptune Effect" (4:15)
9. "Deep in Dark Waters" (4:05)
10. "End of Dusk" (6:25)